# Université de Białystok
L'université de Białystok (en polonais : Uniwersytet w Białymstoku) est une université polonaise qui a été ouverte le 19 juin 1997 à Białystok, en Podlachie. Elle a été établie en transformant l'antenne de Białystok de l'université de Varsovie qui existait depuis 1968. Un peu plus de 15 000 étudiants y étudient.[réf. nécessaire]

## Liste des recteurs
Recteurs de l'Université de Białystok :
- 1997-2002 – Adam Jamróz (pl)
- 2002-2005 – Marek Gębczyński (pl)
- 2005–2012 - Jerzy Nikitorowicz (pl)
- 2012–2016 - Leonard Etel (pl)
- depuis 2016  -  Robert Ciborowski (pl)

## Doctorats honoris causa
Parmi les personnalités nommées docteurs honoris causa, on peut relever cinq francophones :
- Marcel Morabito

## Voir aussi

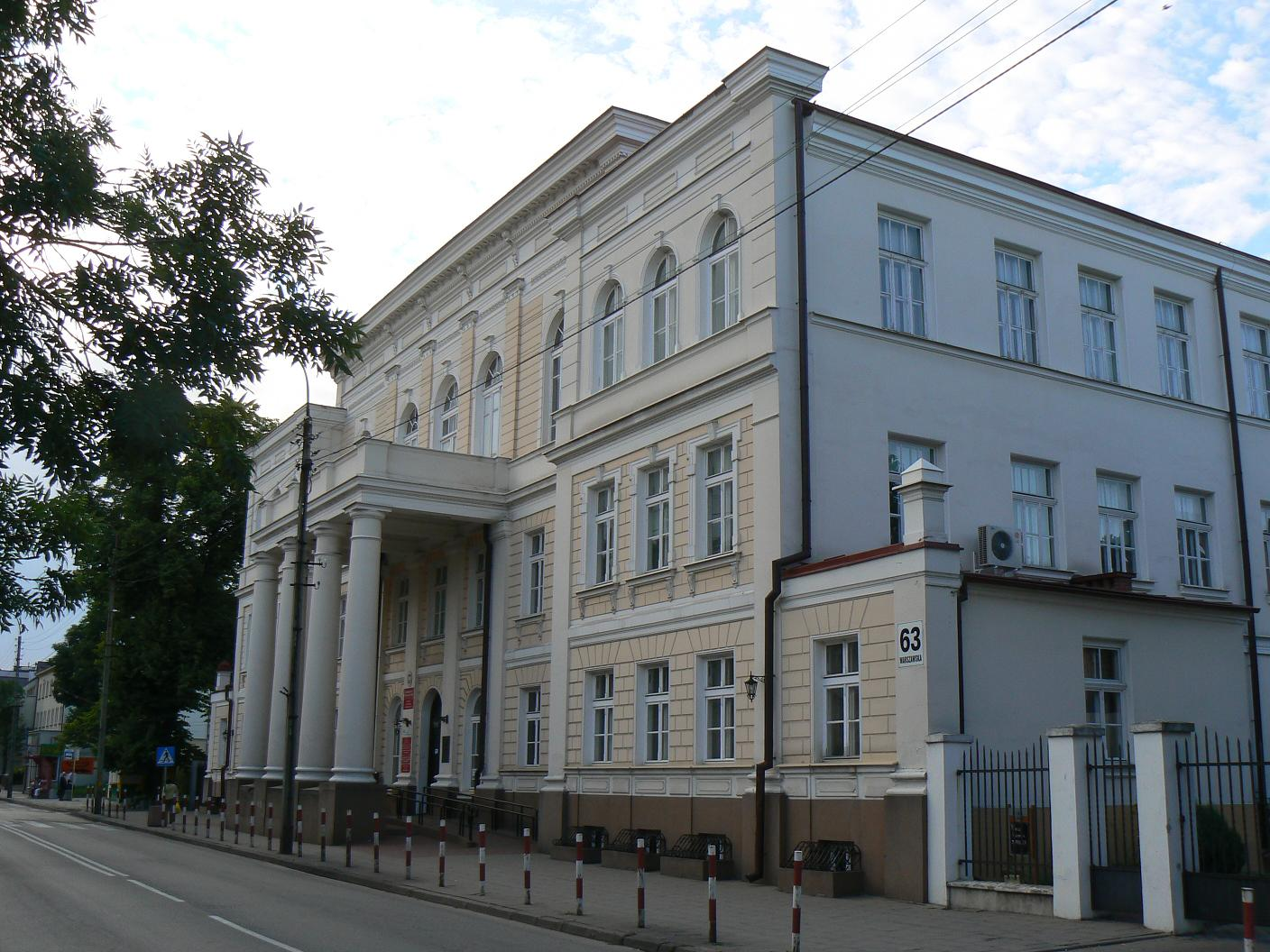
L'un des bâtiments de l'université de Białystok
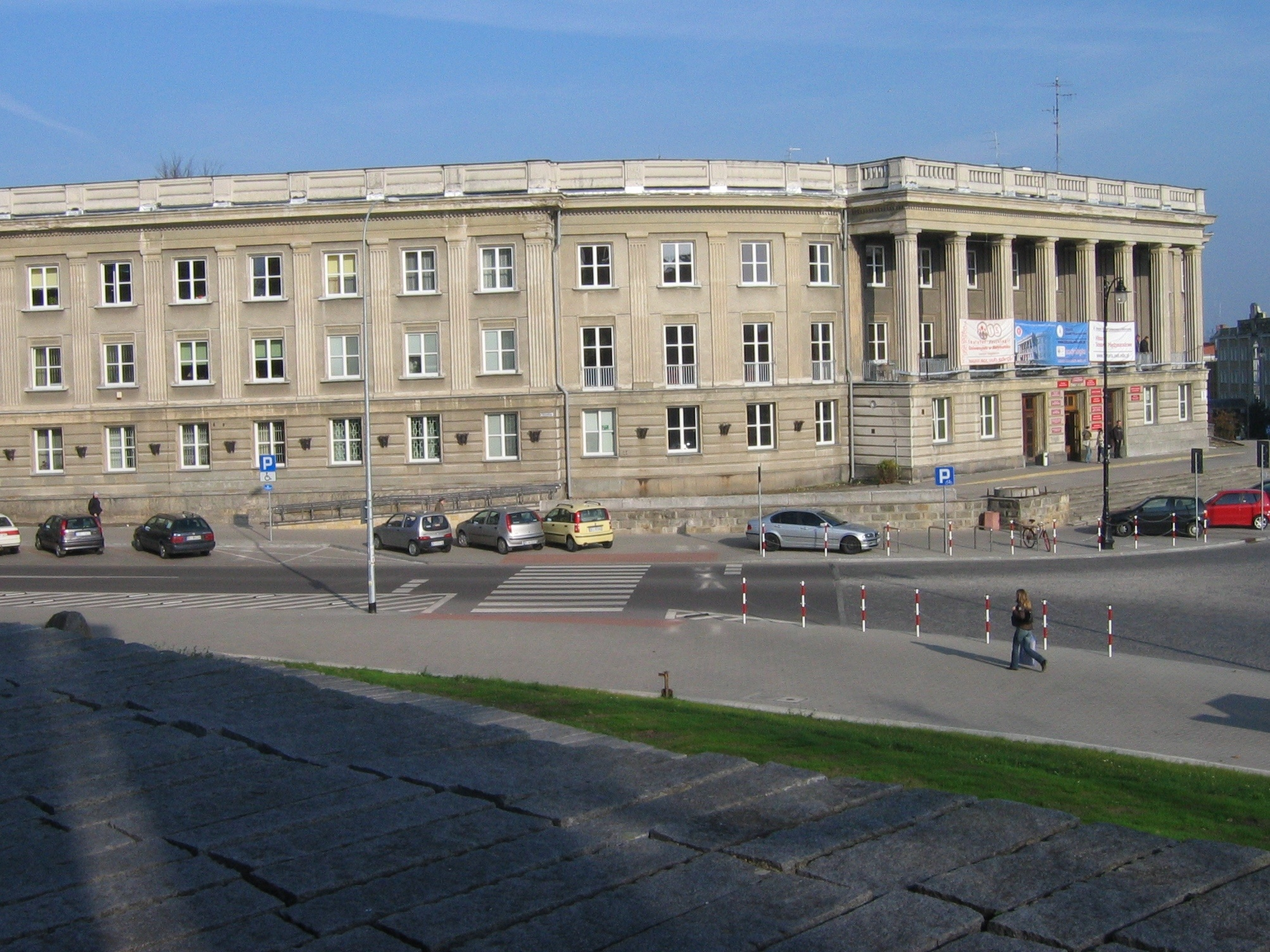
L'un des bâtiments de l'université de Białystok